# Fritz von Ostini

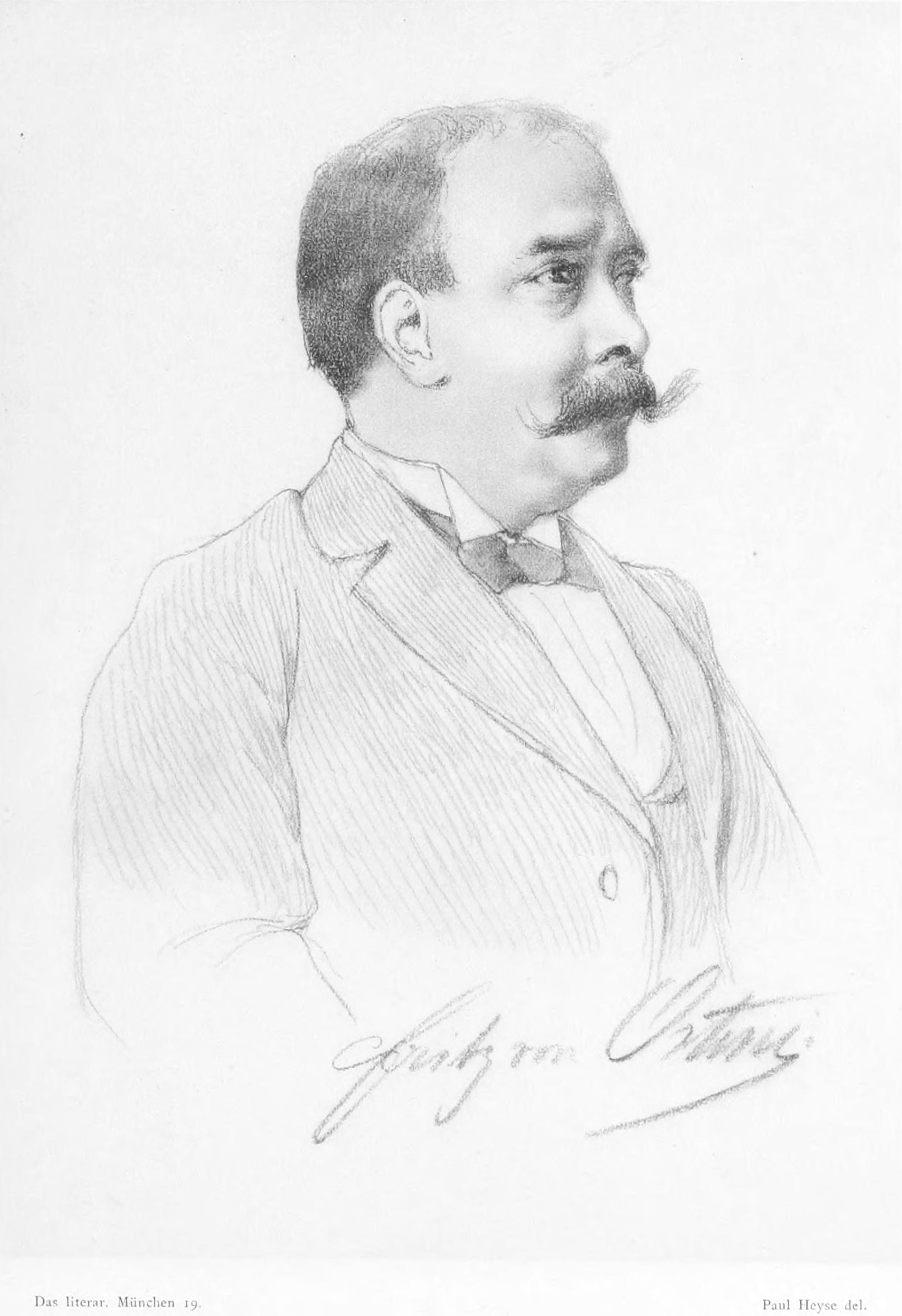
Fritz von Ostini gezeichnet von Paul Heyse im Jahr 1899

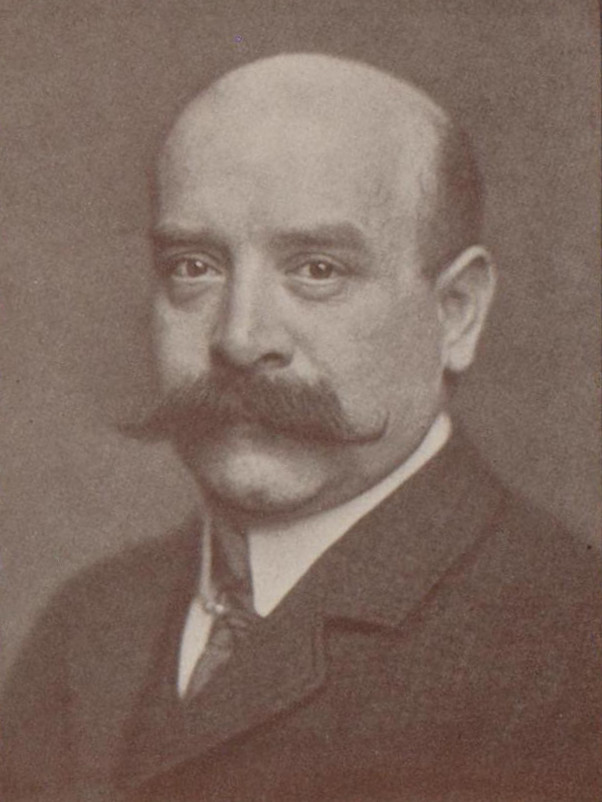
Fritz von Ostini, um 1919

Friedrich Fabrizius Max Karl Freiherr von Ostini (* 27. Juli 1861 in München; † 1. Juni 1927 in Pöcking) war ein deutscher Redakteur, Schriftsteller, Humorist und Lyriker. 

## Leben
Fritz von Ostini absolvierte 1880 das Ludwigsgymnasium in München und begann im Anschluss daran an der dortigen Universität Jura zu studieren. Seinen literarischen und künstlerischen Neigungen folgend, wechselte er bald an die Akademie der Bildenden Künste München und war für einige Semester Schüler bei den Professoren Alois Gabl und Ludwig von Herterich. Während seines Studiums wurde er Mitglied des AGV München im Sondershäuser Verband.
Ostini publizierte gelegentlich neben dem Studium für die „Süddeutsche Presse“. Mit 26 Jahren (1887) wurde er fester Mitarbeiter der Münchner Neuesten Nachrichten und übernahm die Redaktion des Feuilletons. 
Als Georg Hirth 1896 die Kunst- und Literaturzeitschrift Jugend gründete, wurde Fritz von Ostini deren leitender Redakteur. Er zeichnete mit „F. v. O.“, so etwa das Gedicht „Er war ein König!“ über Ludwig II. in der „Jugend“ Nr. 35/1902.
Von Ostini schrieb weiterhin als Kunstreferent für die Münchner Neuesten Nachrichten und verfasste Artikel für verschiedene Kunstzeitschriften. 
Besondere Beachtung fanden unter anderem seine zahlreichen Künstlermonographien, wie zum Beispiel über Eduard Grützner, Franz von Defregger und Julius Diez, mit denen er zum Teil auch freundschaftlich verbunden war. 
Fritz von Ostini war verheiratet mit Sophie Hohnhaußen und Vater von drei Söhnen und einer Tochter.

## Schriften (Auswahl)
- Großes und Kleines, 1888

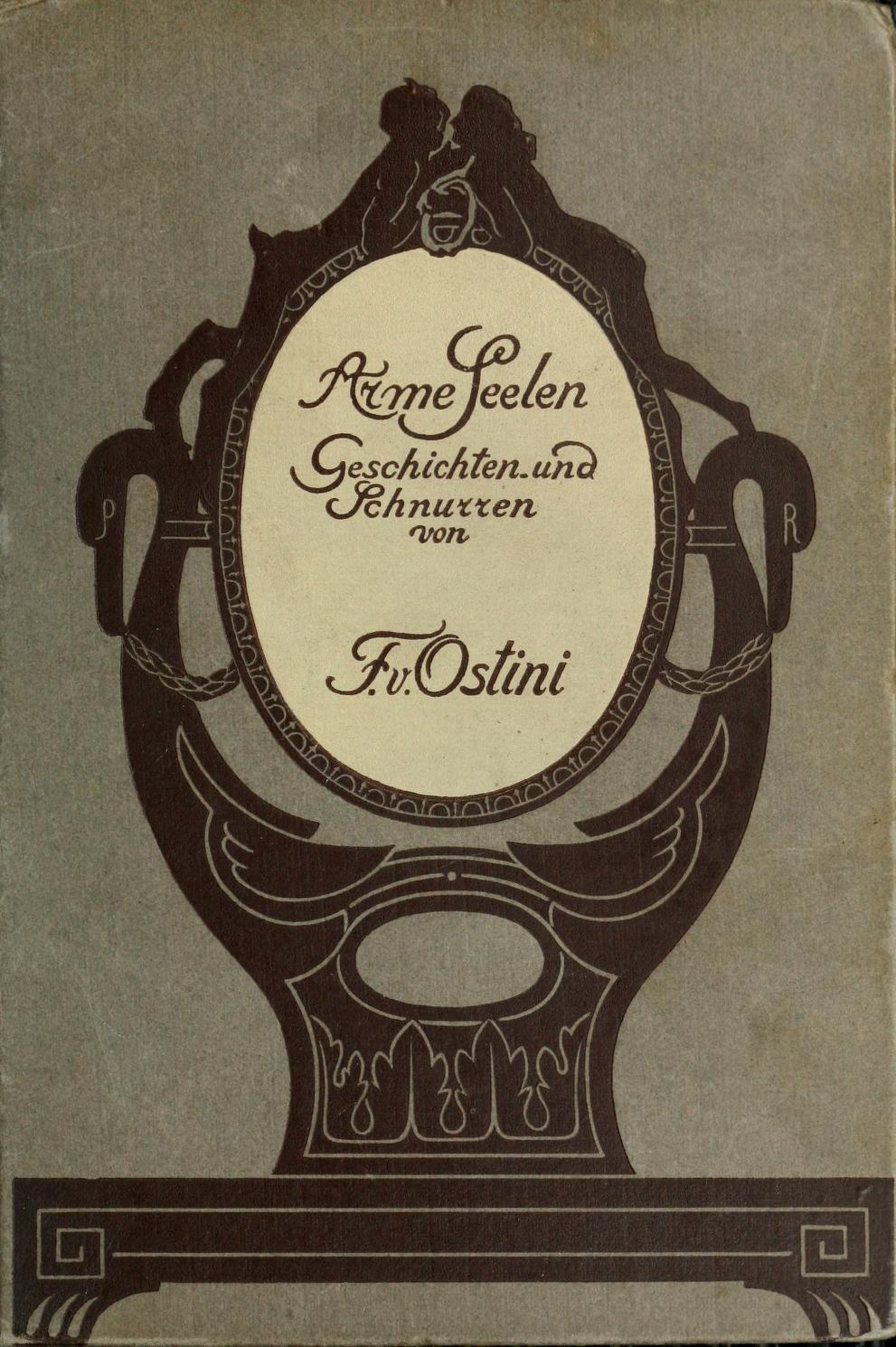
Arme Seelen : Geschichten und Schnurren (2. Auflage 1910), Bildschmuck von Paul Rieth

- Arme Seelen, Geschichten und Schnurren, 1905 (PDF, 2. Auflage, 1910 auf Wikimedia Commons)
- Deutsche Illustratoren, 1906
- Schwarmgeister, Gedichte aus Zeit und Zufall, 1908
- Der kleine König, 1909
- München in der Kriegszeit, 1915
- Tat und Schuld, 1919
- Fröhliche Kindheit, 1921
- Prinzessin Goldkind und die Wunderlilie, 1922
- Wurstel-Peters Mondreise, 1922

### Künstlermonographien
- Eduard Grützner, 1896
- Hans Thoma, 1900
- Fritz von Uhde, 1902
- Anselm Feuerbach, 1903
- Arnold Böcklin, 1904
- Anton Braith, 1905
- Franz von Defregger, 1905
- Wilhelm von Kaulbach, 1906
- Adolf Hölzel, 1907
- Wilhelm Busch, 1908
- Leo Samberger, 1910
- Hugo von Habermann, 1912
- Carl Spitzweg, 1912
- Paul Hoecker und seine Schule, 1913
- Franz von Stuck, 1920
- Fritz Erler, 1921
- Edward Cucuel, 1924
- Aus Moritz von Schwinds Füllhorn, 1925